# シノビドジョウ
シノビドジョウ（Misgurnus amamianus）は、ドジョウ科に分類される奄美諸島と八重山諸島に固有の淡水魚。世界遺産奄美の生物多様性を裏付ける重要種である。
シノビドジョウは、1930年代から奄美大島や喜界島などから産出した標本が残っているが、ドジョウとは別の魚であることが確認できなかった。しかし、ドジョウ属の遺伝的・形態的特徴などの専門家で、福岡県保健環境研究所専門研究員の中島淳が2019年11月、鹿児島県徳之島・伊仙町内の湿地で採取した個体が新種と判明し「シノビドジョウ」と命名。長年新種だと気づかれず、忍び続けていたため、和名にはシノビ（忍）という文字が与えられた。ニュージーランドの国際学術誌「ズータクサ」（電子出版）に「奄美群島固有の新種のドジョウ。標本の産地は徳之島・伊仙」と掲載された。2022年7月、シノビドジョウに学名が与えられ、中島は同年7月11日に発行された「ズータクサ」に論文を発表した。種小名にはアマミアヌス（奄美の）とあり、世界遺産奄美の固有種であることを印象付けている。

## 分布
日本の奄美諸島の喜界島・徳之島・沖永良部島・奄美大島、八重山諸島の西表島。奄美大島のものは開発によって絶滅した可能性がある。喜界島・沖永良部島での生存の可能性も極めて低い。西表島の裏内川左岸の水田地帯に局地的に生息しているものは、稲作が関連した人為的な移入であると考えられる。確実な自然分布は徳之島伊仙町内の湿地2産地に限ると推定される。このため、保存状況は極めて悪いと推測されており、早急な保全調査が必要である。ため池、浅い泥底の湖沼、流れの緩やかな平野の水路に生息する。

## 形態
全長は7 - 12cm。ドジョウによく似るが、各鰭条はより細い。また、口ひげは長い。尾鰭後端の中央がやや突出している。雄の胸鰭の骨質板は斧状で大きく、内縁がへこみ後端は円い。

## 名称
- 奄美大島　デコミ、ヂョヂョウ
- 徳之島　タユ、ターイゥ、ヤットゥイ、ヤマトゥイュー

## 分類
長らくドジョウMisgurnus anguillicaudatusと混同されていたが、2011年に学名未決定種としてMisgurnus sp. IRという仮称（IRは西表島産の意）が与えられ、2017年には標準和名としてシノビドジョウが提唱された。2022年に中島淳と橋口康之により、徳之島伊仙町産の標本を基に新種として記載された。

## 利用
徳之島では食用としていたという情報がある。

## 保全状況
生息地の減少や、近縁外来種との競合や置換によって個体数は減少している。一方でほかのドジョウ類との混同により独立種としての検討が進んでいないことから、2018年の環境省レッドリストでは情報不足として評価されている。